# Suc de Piou
Le suc de Piou est un sommet du massif du Meygal, culminant à 1 124 m d'altitude, dans le Velay en France.

## Géographie

### Situation
Non loin du suc de Saussac, sur la même longitude, la montagne se trouve sur le territoire de la commune d'Yssingeaux dans le département de la Haute-Loire.

### Géologie
La montagne est un suc avec une formation géologique composée de phonolite.

### Panorama
Du sommet, une vue s'ouvre sur l’Yssingelais, le mont Mézenc, le Pilat, les monts du Forez, ainsi que sur le pic du Lizieux et le Meygal, et une partie des Alpes.

## Randonnée
Le sommet est parcouru par un sentier de petite randonnée.